# Geher-Länderkampf der Männer 1988 Tschechoslowakei – BR Deutschland – Großbritannien – Polen – Schweiz – Ungarn
| 1. Leichtathletik-Länderkampf mit bundesdeutscher Beteiligung 1988                                       | 1. Leichtathletik-Länderkampf mit bundesdeutscher Beteiligung 1988 |
| --- | ------------------------------------------------------------------ |
| |                                                                    |
| Gehervergleich der Männer: Tschechoslowakei – BR Deutschland – Großbritannien – Polen – Schweiz – Ungarn |                                                                    |
| Austragungsort                                                                                           | Trnava                                                             |
| Wettbewerbe                                                                                              | 2                                                                  |
| Datum | 8. Mai                                                             |
| 1. CSK 2. POL 3. GBR 4. HUN 5. FRG 6. SUI                                                                | 97 Punkte 68 Punkte 55 Punkte 54 Punkte 48 Punkte 21 Punkte        |
| Chronik                                                                                                  |                                                                    |
| ← letzter LK 1987: 00FRA-FRG-GBR Geher (F)                                                               | CSK-FRG-GBR-POL-00 SUI-HUN Geher (F) →                             |

Im ersten Vergleich des Länderkampfjahres 1988 trafen sich die Geher aus der Tschechoslowakei, der Bundesrepublik Deutschland, Großbritannien, Polen, der Schweiz und Ungarn. Der Wettkampf wurde am 8. Mai in der tschechoslowakischen Stadt Trnava ausgetragen. In dieser Zusammensetzung waren die Mannschaften zuvor noch nicht aufeinandergetroffen.
Die Geherinnen trugen parallel am selben Ort ebenfalls einen Sechsländerkampf mit denselben Nationen aus.

## Modus
Ausgetragen wurden zwei Wettbewerbe auf der Straße, der kürzere über 20, der längere über die bei Länderkämpfen immer mehr üblich werdende Distanz von 35 Kilometern. Je Land und Disziplin konnten vier Geher antreten, von denen die drei Besten in die Wertung kamen. Die Schweiz bestritt beide Wettbewerbe mit nur drei Vertretern, Ungarn trat über 20 Kilometer mit nur drei Gehern an und Polen stellte über 35 Kilometer nur drei Teilnehmer. Zur Punkteverteilung liegen keine Angaben vor.

## Ergebnis
In der Einzelwertung siegte auf der kürzeren Strecke ein Pole vor einem Tschechoslowaken. Über 35 Kilometer war es umgekehrt. Mit ihren Platzierungen lagen die tschechoslowakischen Vertreter auf beiden Distanzen weit vorn. Die Ränge eins, drei und fünf (20 Kilometer) sowie zwei bis vier (35 Kilometer) brachten der Tschechoslowakei mit 97 Punkten den klaren Sieg in der Länderkampfwertung vor Polen (68 Punkte) und Großbritannien (55 Punkte). Nur einen weiteren Punkt zurück kam Ungarn auf den vierten Platz. Das bundesdeutsche Team musste sich mit 48 Punkten und Rang fünf zufriedengeben. Die Schweizer Geher wurden mit 21 Punkten Sechster.

## Legende
Kurze Übersicht zur Bedeutung der Symbolik – so üblicherweise auch in sonstigen Veröffentlichungen verwendet:
| DNF | nicht im Ziel (did not finish) |
| DSQ | disqualifiziert                |

## Resultat

### 20-km-Straßengehen
| Platz | Athlet              | Land | Zeit (h) |
| ----- | ------------------- | ---- | -------- |
| 01    | Roman Mrázek        | CSK  | 1:21:53  |
| 02    | Zdzisław Szlapkin   | POL  | 1:22:17  |
| 03    | Ján Záhončík        | CSK  | 1:24:14  |
| 04    | lan McCombie        | GBR  | 1:24:33  |
| 05    | Igor Kollár         | CSK  | 1:26:17  |
| 06    | Sándor Urbanik      | HUN  | 1:26:29  |
| 07    | Daril Stone         | GBR  | 1:26:57  |
| 08    | Franz-Josef Weber   | FRG  | 1:27:55  |
| 09    | Miloš Holuša        | CSK  | 1:29:25  |
| 10    | András Kovács       | HUN  | 1:29:39  |
| 11    | Aldo Bertoldi       | SUI  | 1:30:05  |
| 12    | Jerzy Wrublewicz    | POL  | 1:30:37  |
| 13    | Sándor Kánya        | HUN  | 1:31:19  |
| 14    | Wolfgang Wiedemann  | FRG  | 1:31:39  |
| 15    | Andy Penn           | GBR  | 1:33:33  |
| 16    | Robert Korzeniowski | POL  | 1:34:20  |
| 17    | Pascal Charrière    | SUI  | 1:35:38  |
| 18    | Canielo Carobio     | SUI  | 1:36:19  |
| 19    | Manfred Kreutz      | FRG  | 1:37:50  |
| DSQ   | Alfons Schwarz      | FRG  |          |
| DSQ   | Jan Klos            | POL  |          |
| DSQ   | Chris Maddocks      | GBR  |          |

### 35-km-Straßengehen
| Platz | Athlet              | Land | Zeit (h) |
| ----- | ------------------- | ---- | -------- |
| 01    | Jacek Bednarek      | POL  | 2:16:30  |
| 02    | Roman Parolek       | CSK  | 2:19:05  |
| 03    | Josef Hudak         | CSK  | 2:21:10  |
| 04    | Pavol Szikora       | CSK  | 2:21:41  |
| 05    | László Sátor        | HUN  | 2:22:15  |
| 06    | Robert Mildenberger | FRG  | 2:22:21  |
| 07    | Paul Blagg          | GBR  | 2:23:01  |
| 08    | Zbigniew Sadlej     | POL  | 2:24:25  |
| 09    | Volkmar Scholz      | FRG  | 2:25:15  |
| 10    | Adam Urbanowski     | POL  | 2:25:25  |
| 11    | Dennis Jackson      | GBR  | 2:26:39  |
| 12    | Walter Schwoche     | FRG  | 2:28:52  |
| 13    | Detlef Heitmann     | FRG  | 2:30:48  |
| 14    | Zoltán Czukor       | HUN  | 2:32:42  |
| 15    | Bernard Binggeli    | SUI  | 2:32:47  |
| 16    | Zoltán Farkas       | HUN  | 2:33:09  |
| 17    | Barry Graham        | GBR  | 2:37:07  |
| 18    | René Toscanneli     | SUI  | 2:38:02  |
| DNF   | László Kovalcsik    | HUN  |          |
| DNF   | Wolf Varin          | SUI  |          |
| DNF   | Chris Maddocks      | GBR  |          |
| DNF   | Luboš Mackanič      | CSK  |          |